# Michael Ruben Rinaldi
Michael Ruben Rinaldi (Rimini, 21 december 1995) is een Italiaans motorcoureur.

## Carrière
Rinaldi begon zijn motorsportcarrière in 2007 met zijn deelname aan de 50cc-klasse van de MiniGP Junior, waarin hij in drie opeenvolgende jaren tweede werd. In 2010 maakte hij de overstap naar het Italiaanse 125cc 2T-kampioenschap, waar hij in 2011 de titel won. Tussen 2011 en 2013 nam hij deel aan het Italiaanse Moto3-kampioenschap, waar hij in 2013 een race won op het Autodromo Enzo e Dino Ferrari en achter Andrea Locatelli tweede werd in het kampioenschap. Tevens maakte hij in 2012 zijn debuut in de Moto3-klasse van het wereldkampioenschap wegrace op een Honda als wildcardcoureur tijdens zijn thuisrace. Met een vijftiende plaats behaalde hij direct een punt. Later dat jaar nam hij deel aan de races in Tsjechië en San Marino als vervanger van respectievelijk Jack Miller en Alexis Masbou.
In 2014 reed Rinaldi zijn eerste volledige seizoen in een internationaal kampioenschap in het European Superstock 600 Championship. Op een Yamaha behaalde hij zijn beste resultaat met een vijfde plaats op Imola, waardoor hij met 29 punten elfde werd in de eindstand. Tevens keerde hij dat jaar eenmalig terug in het WK Moto3 op een Mahindra tijdens de Grand Prix van Frankrijk als vervanger van de geblesseerde Andrea Locatelli, waarin hij op plaats 23 finishte.
In 2015 bleef Rinaldi actief in de Superstock 600, maar stapte hij over naar een Kawasaki. Hij behaalde een overwinning op het Circuito Permanente de Jerez en stond tevens op het Motorland Aragón, het TT-Circuit Assen en het Autódromo Internacional do Algarve op het podium. Met 98 punten werd hij tweede in de eindstand achter de dominerende Toprak Razgatlıoğlu.
In 2016 maakte Rinaldi de overstap naar de FIM Superstock 1000 Cup, waarin hij uitkwam op een Ducati. In de eerste twee races op Aragón en Assen stond hij direct op het podium, waardoor hij met 69 punten zesde werd in de eindstand. In 2017 bleef hij actief in de klasse en behaalde hij drie overwinningen op Aragón, Imola en de Lausitzring. Daarnaast behaalde hij podiumplaatsen op Assen en het Misano World Circuit Marco Simoncelli. Met 138 punten werd hij gekroond tot kampioen in de klasse. Tevens reed hij dat jaar in de eerste twee races van het Italiaans kampioenschap superbike op Imola, waarin hij derde en tweede werd.
In 2018 debuteerde Rinaldi in het wereldkampioenschap superbike, waarin hij op een Ducati enkel in de Europese races uitkwam. Hij eindigde hier regelmatig in de top 10, met een zesde plaats op het Automotodrom Brno als hoogtepunt. Met 77 punten werd hij veertiende in het eindklassement. In 2019 reed hij een volledig seizoen in de klasse, waar een vierde plaats op Jerez zijn beste klassering was. Met 122 punten werd hij ditmaal dertiende in de eindstand.
In 2020 kende Rinaldi een stabieler seizoen in het WK superbike, waarin hij in slechts drie races niet in de top 10 finishte. Het raceweekend op Aragón zou zijn hoogtepunt blijken: hij won de eerste race en stond ook in de andere twee races op het podium. Met 186 punten werd hij zodoende zevende in het kampioenschap. Tevens was hij de beste coureur die uitkwam voor een onafhankelijk team, waardoor hij het independentskampioenschap won.
In 2021 maakt Rinaldi binnen het WK superbike de overstap naar het fabrieksteam van Ducati als vervanger van Chaz Davies.